# Volvo FH16
Le Volvo FH16 est un camion de la série des FH qui a vu le jour à la fin de l'année 1993, en même-temps que son petit frère, le FH12.
Il existe en plusieurs motorisations, puissances et couples :
- FH16 540 : 540 ch (402 kW), couple maxi de 2 650 N m entre 1 050 et 1 400 tr/min.
- FH16 600 : 600 ch (447 kW), couple maxi de 2 800 N m entre 1 050 et 1 400 tr/min.
- FH16 700 : 700 ch (515 kW), couple maxi de 3 150 N m entre 1 050 et 1 400 tr/min.
- FH16 750 : 750 ch (552 kW), couple maxi de 3 550 N m entre 1 050 et 1 400 tr/min.

Le FH16 « 750 » (de 750 ch), a commencé à être commercialisé en 2012, célébrant ainsi 25 ans de moteurs Volvo 16 litres. Le premier moteur de 16 litres de cylindrée était apparu en 1987 sur le F16, avec alors une puissance de 470 ch.

## Description
À sa création, les ingénieurs de Volvo craignaient l'idée de mettre en place un gros moteur « 6 cylindres », à cause des problèmes de refroidissement que cela pouvait causer ainsi qu'une répartition des forces émises sur le vilebrequin causant des difficultés de conception.
Ils ont essayé de nombreux types de moteurs différents, 6 cylindres-en-ligne, 6 cylindres-en-V, V8, V10, voire un V12, mais ce sera quand-même finalement le 6-en-ligne qui sera retenu, pour sa consommation de carburant correcte et son poids raisonnable.
De nos jours, le FH16, comme les autres véhicules de la série FH, est l'un des camions les plus aboutis du moment.
Il reçoit, en option, une boîte manuelle Volvo sur les versions 540 et 600. Sinon, les 4 véhicules disponibles de la gamme reçoivent de série la transmission I-shift de Volvo.
Avec le ralentisseur VEB+, ce moteur offre une excellente retenue, d'une puissance équivalente à 577,57 ch à 2 200 tr/min, voire de près de 600 ch lorsqu'il est combiné en option avec un ralentisseur additionnel.
Ce camion est disponible en de multiples cabines : chantier, couchette, globetrotter, globetrotter XL et globetrotter XXL.